# Gare de Mallemoisson
La gare de Mallemoisson est une ancienne gare ferroviaire française de la ligne de Saint-Auban à Digne, située sur le territoire de la commune de Mallemoisson dans le département des Alpes-de-Haute-Provence, en région Provence-Alpes-Côte d'Azur.
Mise en service avec la ligne en 1876, elle est fermée après le passage du dernier train de voyageurs omnibus en 1972. 

## Situation ferroviaire
Établie à 513 mètres d'altitude, La gare de Mallemoisson est située au point kilométrique (PK) 319,443 de la ligne de Saint-Auban à Digne (neutralisée), entre les gares de Malijai et d'Aiglun.

## Histoire
Elle est mise en service le 27 novembre 1876, le jour de l'inauguration de la ligne de Saint-Auban à Digne.
À l'origine la gare de Mallemoisson est dénommée gare des Grillons.
La gare est fermée le 6 mars 1972 avec la fin du trafic omnibus. Désaffectée, elle est maintenant située sur une ligne neutralisée depuis le 22 mai 1991.

## Patrimoine ferroviaire
L'ancien bâtiment voyageurs de la gare est devenu le siège de la Communauté de communes de Duyes et Bléone.